# Narodowy fundusz inwestycyjny

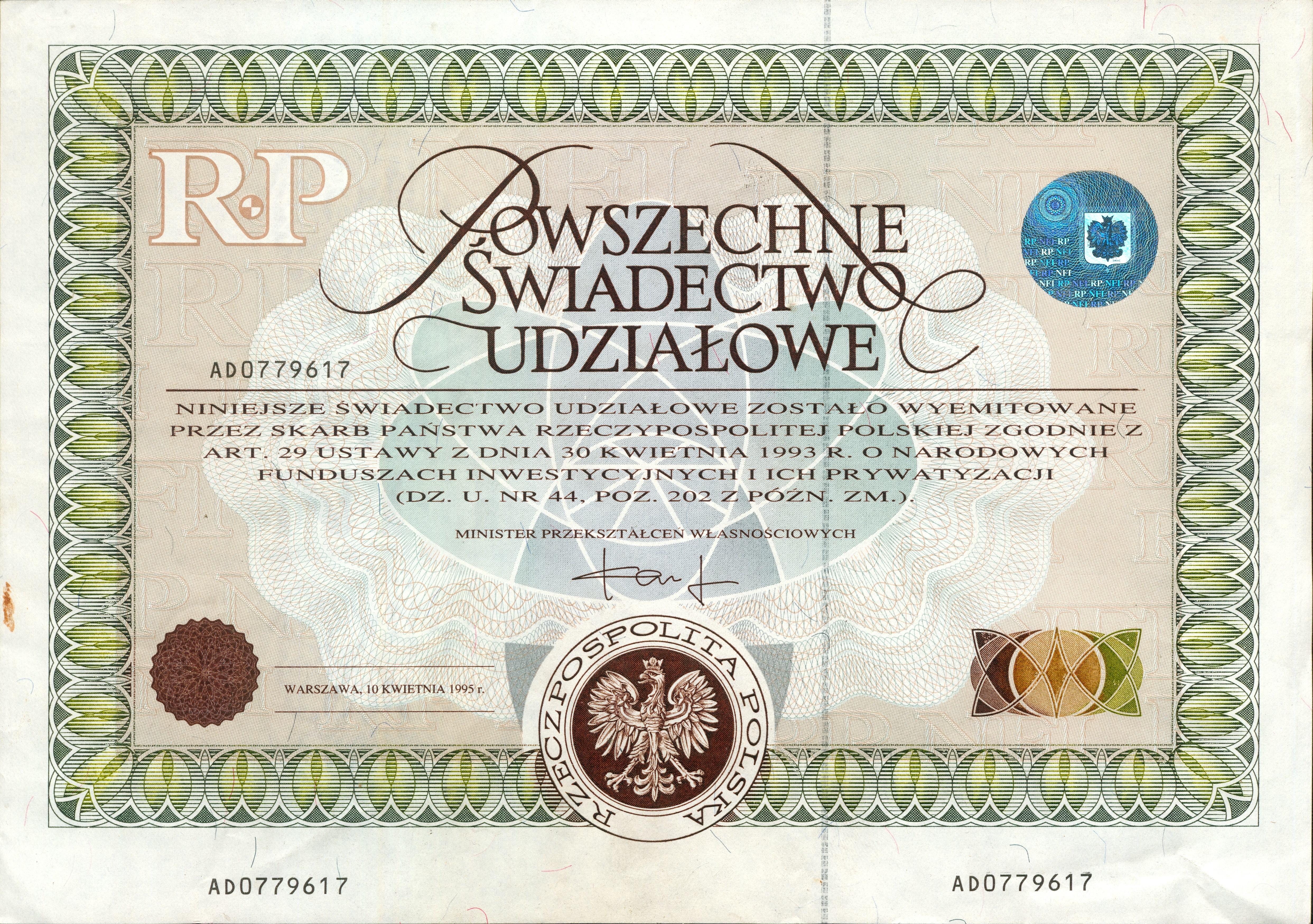
Powszechne świadectwo udziałowe

Narodowy fundusz inwestycyjny – fundusz inwestycyjny typu zamkniętego, w formie spółki akcyjnej założonej przez Skarb Państwa, działający na podstawie ustawy o NFI (Dz.U. z 1993 r. nr 44, poz. 202), która utraciła moc 1 stycznia 2013 roku, oraz Kodeksu spółek handlowych.

## Historia
W 1995 roku utworzono 15 narodowych funduszy inwestycyjnych. Stanowiły one element Programu Powszechnej Prywatyzacji. Skarb państwa wniósł do nich akcje skomercjalizowanych byłych przedsiębiorstw państwowych. Każdy pełnoletni obywatel polski był uprawniony do nabycia powszechnego świadectwa udziałowego, które mógł następnie zbyć albo wymienić na akcje NFI.
NFI miały prawo sprzedawać posiadane przez siebie akcje lub udziały w przedsiębiorstwach państwowych. Zajmowały się także restrukturyzacją spółek, w tym tzw. "racjonalizacją" zatrudnienia i deklaracyjnie "pozbywaniem się nieprodukcyjnego majątku".
NFI nie płaci podatku od dywidend oraz od zysków z transakcji sprzedaży akcji, które ma w posiadaniu.

## Lista NFI
| nazwa akcji | skrót | pełna nazwa |
| ----------- | ----- | --- |
| 01NFI       | 01N   | Fund.1 Pierwszy Narodowy Fundusz Inwestycyjny                                                                                              |
| 02NFI       | 02N   | Narodowy Fundusz Inwestycyjny Krezus dawniej: Drugi Narodowy Fundusz Inwestycyjny                                                          |
| 04PRO       | 04N   | Narodowy Fundusz Inwestycyjny Progress |
| 05VICT      | 05N   | Narodowy Fundusz Inwestycyjny Victoria |
| 06MAGNA     | 06N   | Narodowy Fundusz Inwestycyjny Magna Polonia                                                                                                |
| BBICAPNFI   | BBC   | BBI Capital Narodowy Fundusz Inwestycyjny dawniej: Siódmy Narodowy Fundusz Inwestycyjny im. Kazimierza Wielkiego                           |
| 08OCTAVA    | 08N   | Octava Narodowy Fundusz Inwestycyjny |
| MIDAS       | MDS   | Narodowy Fundusz Inwestycyjny Midas dawniej: im. Eugeniusza Kwiatkowskiego                                                                 |
| BBIZENNFI   | BBZ   | BBI Zeneris Narodowy Fundusz Inwestycyjny dawniej: Foksal Narodowy Fundusz Inwestycyjny (10FOKSAL)                                         |
| BBIDEVNFI   | BBD   | BBI Development Narodowy Fundusz Inwestycyjny dawniej Narodowy Fundusz Inwestycyjny Piast                                                  |
| 13FORTUNA   | 13N   | Narodowy Fundusz Inwestycyjny Fortuna |
| 14ZACH      | 14N   | Zachodni Fundusz Inwestycyjny NFI |
| JUPITER     | JPR   | Jupiter Narodowy Fundusz Inwestycyjny |
| NFIEMF      | EMF   | Narodowy Fundusz Inwestycyjny Empik Media & Fashion dawniej: Piętnasty Narodowy Fundusz Inwestycyjny, Narodowy Fundusz Inwestycyjny Hetman |